# ليتوخورو
ليتوخورو (Λιτόχωρον) هي مدينة في بيريا في مقاطعة فوريا إلادا في اليونان.